# Tirreno–Adriatico 2007
Cyklistický závod Tirreno–Adriatico 2007 se jel od 14. března do 20. března 2007. Vítězem závodu se stal Němec Andreas Klöden z týmu Astana, který získal vedení závodu v předposlední etapě.

## Etapy

### 1. etapa –14. březen2007,Civitavecchia, 160 km
|   | Cyklista      | Tým             | Čas     | UCI ProTour body |
| - | ------------- | --------------- | ------- | ---------------- |
| 1 | Robbie McEwen | Predictor-Lotto | 4:38.24 | 3                |
| 2 | Óscar Freire  | Rabobank        | s.č.    | 2                |
| 3 | Thor Hushovd  | Crédit Agricole | s.č.    | 1                |

### 2. etapa –15. březen2007, Civitavecchia–Marsciano, 202 km
|   | Cyklista          | Tým                          | Čas       | UCI ProTour body |
| - | ----------------- | ---------------------------- | --------- | ---------------- |
| 1 | Alexander Arekeev | Acqua & Sapone-Caffè Mokambo | 4h 51'41" | **               |
| 2 | Daniele Contrini  | Tinkoff Credit Systems       | + 0.29"   | **               |
| 3 | Sven Krauss       | Gerolsteiner                 | s.t.      | 1                |

### 3. etapa –16. březen2007, Marsciano–Macerata, 213 km
|   | Cyklista           | Tým                  | Čas       | UCI ProTour body |
| - | ------------------ | -------------------- | --------- | ---------------- |
| 1 | Riccardo Riccò     | Saunier Duval-Prodir | 5h 41'22" | 3                |
| 2 | Alexandr Vinokurov | Astana Team          | + 0.02"   | 2                |
| 3 | Andreas Klöden     | Astana Team          | s.č.      | 1                |

### 4. etapa –17. březen2007,Pievebovigliana–Offagna, 161 km
|   | Cyklista           | Tým                  | Čas       | UCI ProTour body |
| - | ------------------ | -------------------- | --------- | ---------------- |
| 1 | Riccardo Riccò     | Saunier Duval-Prodir | 3h 50'22" | 3                |
| 2 | Stefan Schumacher  | Gerolsteiner         | + 0.04"   | 2                |
| 3 | Alexandr Vinokurov | Astana Team          | s.č.      | 1                |

### 5. etapa –18. březen2007,Civitanova Marche–Civitanova Alta, 20.5 km (ITT)
|   | Cyklista          | Tým           | Čas    | UCI ProTour body |
| - | ----------------- | ------------- | ------ | ---------------- |
| 1 | Stefan Schumacher | Gerolsteiner  | 27'08" | 3                |
| 2 | Andreas Klöden    | Astana Team   | +1"    | 2                |
| 3 | Kim Kirchen       | T-Mobile Team | +6"    | 1                |

### 6. etapa –19. březen2007,San Benedetto del Tronto– San Giacomo, 164 km
|   | Cyklista          | Tým                   | Čas       | UCI ProTour body |
| - | ----------------- | --------------------- | --------- | ---------------- |
| 1 | Matteo Bono       | Lampre-Fondital       | 4h 25'07" | 3                |
| 2 | Enrico Gasparotto | Liquigas              | +0'32"    | 2                |
| 3 | Giovanni Visconti | Quick Step-Innergetic | +0'41"    | 1                |

### 7. etapa –20. březen2007,Civitella del Tronto–San Benedetto del Tronto, 177 km
|   | Cyklista          | Tým                          | Čas       | UCI ProTour body |
| - | ----------------- | ---------------------------- | --------- | ---------------- |
| 1 | Koldo Fernández   | Euskaltel-Euskadi            | 4h 38'43" | 3                |
| 2 | Stuart O'Grady    | Team CSC                     | s.č.      | 2                |
| 3 | Gabriele Balducci | Acqua & Sapone-Caffè Mokambo | s.č.      | **               |

## Celkové hodnocení

### Konečné pořadí
|    | Cyklista           | Tým                                | Čas      | UCI ProTour body |
| -- | ------------------ | ---------------------------------- | -------- | ---------------- |
| 1  | Andreas Klöden     | Astana Team                        | 28:31:26 | 50               |
| 2  | Kim Kirchen        | T-Mobile Team                      | + 0:04   | 40               |
| 3  | Alexandr Vinokurov | Astana Team                        | + 0:13   | 35               |
| 4  | Stefan Schumacher  | Gerolsteiner                       | + 0:23   | 30               |
| 5  | Janez Brajkovic    | Discovery Channel Pro Cycling Team | + 0:31   | 25               |
| 6  | Jens Voigt         | Team CSC                           | + 0:34   | 20               |
| 7  | Vasil Kiryienka    | Tinkoff Credit Systems             | + 0:55   | **               |
| 8  | Evgeni Petrov      | Tinkoff Credit Systems             | + 0:59   | **               |
| 9  | Michele Scarponi   | Acqua & Sapone-Caffè Mokambo       | + 1:00   | **               |
| 10 | Michael Boogerd    | Rabobank                           | + 1:12   | 2                |

### Vrchařská soutěž
|   | Cyklista           | Tým                       | Body |
| - | ------------------ | ------------------------- | ---- |
| 1 | Salvatore Commesso | Tinkoff Credit Systems    | 15   |
| 2 | Fortunato Baliani  | Ceramica Panaria-Navigare | 11   |
| 3 | Vasil Kiryienka    | Tinkoff Credit Systems    | 6    |

### Bodovací soutěž
|   | Cyklista         | Tým                    | Body |
| - | ---------------- | ---------------------- | ---- |
| 1 | Riccardo Riccò   | Saunier Duval-Prodir   | 32   |
| 2 | Daniele Contrini | Tinkoff Credit Systems | 31   |
| 3 | Andreas Klöden   | Team Astana            | 30   |

### Týmová soutěž
|   | Tým                    | Čas        |
| - | ---------------------- | ---------- |
| 1 | Tinkoff Credit Systems | 85h 37'54" |
| 2 | Astana Team            | +1'07"     |
| 3 | Caisse d'Epargne       | +2'58"     |

## Přehled držitelů trykotů
| Etapa (Vítěz)                | General Classification | Mountains Classification | Points Classification | Team Classification          |
| ---------------------------- | ---------------------- | ------------------------ | --------------------- | ---------------------------- |
| 1. etapa (Robbie McEwen)     | Robbie McEwen          | Salvatore Commesso       | Robbie McEwen         | Team CSC                     |
| 2. etapa (Alexandr Arekeev)  | Alexandr Arekeev       | Fortunato Baliani        | Alexandr Arekeev      | Acqua & Sapone-Caffè Mokambo |
| 3. etapa (Riccardo Riccò)    | Alexandr Arekeev       | Salvatore Commesso       | Daniele Contrini      | Gerolsteiner                 |
| 4. etapa (Riccardo Riccò)    | Riccardo Riccò         | Salvatore Commesso       | Riccardo Riccò        | Tinkoff Credit Systems       |
| 5. etapa (Stefan Schumacher) | Stefan Schumacher      | Salvatore Commesso       | Andreas Klöden        | Astana Team                  |
| 6. etapa (Matteo Bono)       | Andreas Klöden         | Salvatore Commesso       | Riccardo Riccò        | Tinkoff Credit Systems       |
| 7. etapa (Koldo Fernández)   | Andreas Klöden         | Salvatore Commesso       | Riccardo Riccò        | Tinkoff Credit Systems       |
| Celkem                       | Andreas Klöden         | Salvatore Commesso       | Riccardo Riccò        | Tinkoff Credit Systems       |